# OZ Racing
OZ Racing (du nom des fondateurs Silvano Oselladore et Pietro Zen) est une compagnie italienne qui fabrique et commercialise principalement des jantes en alliage d'aluminium pour la compétition automobile et moto.
Créée en 1971, cette compagnie a remporté ses premières courses en rallye lorsqu'elle équipait les Mini Cooper de l'époque. Depuis, OZ Racing élabore des jantes pour de multiples disciplines comme le championnat du monde des rallyes, l'Endurance, la Formule 1 et la moto. Audi R10, Renault F1, la Scuderia Ferrari, Scuderia AlphaTauri et Citroën WRC sont ses partenaires les plus emblématiques.